# 므슴믄

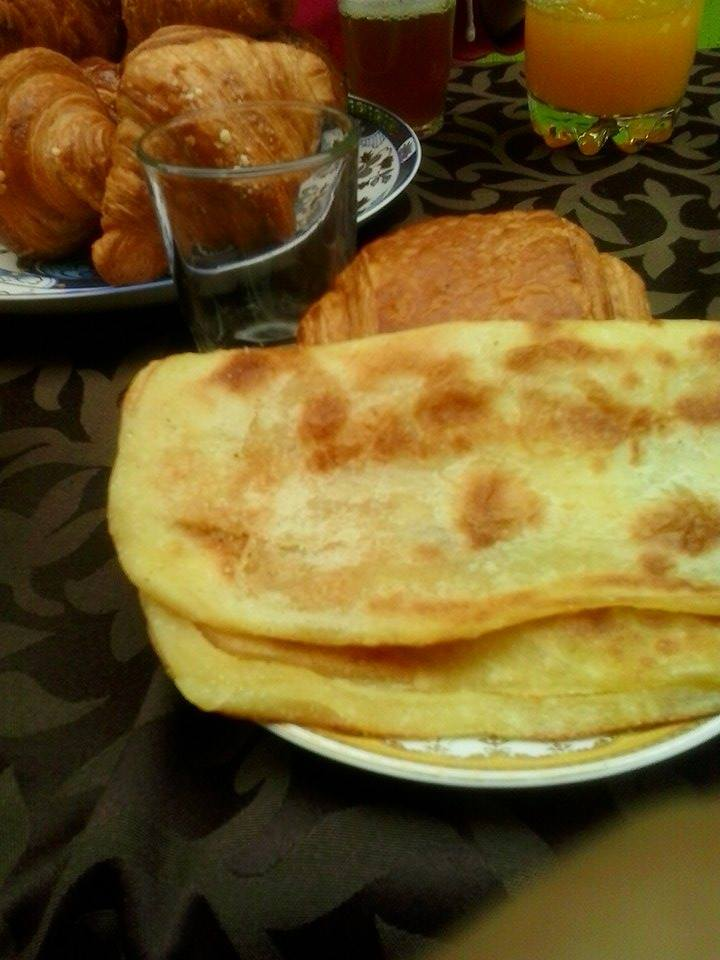
므슴믄

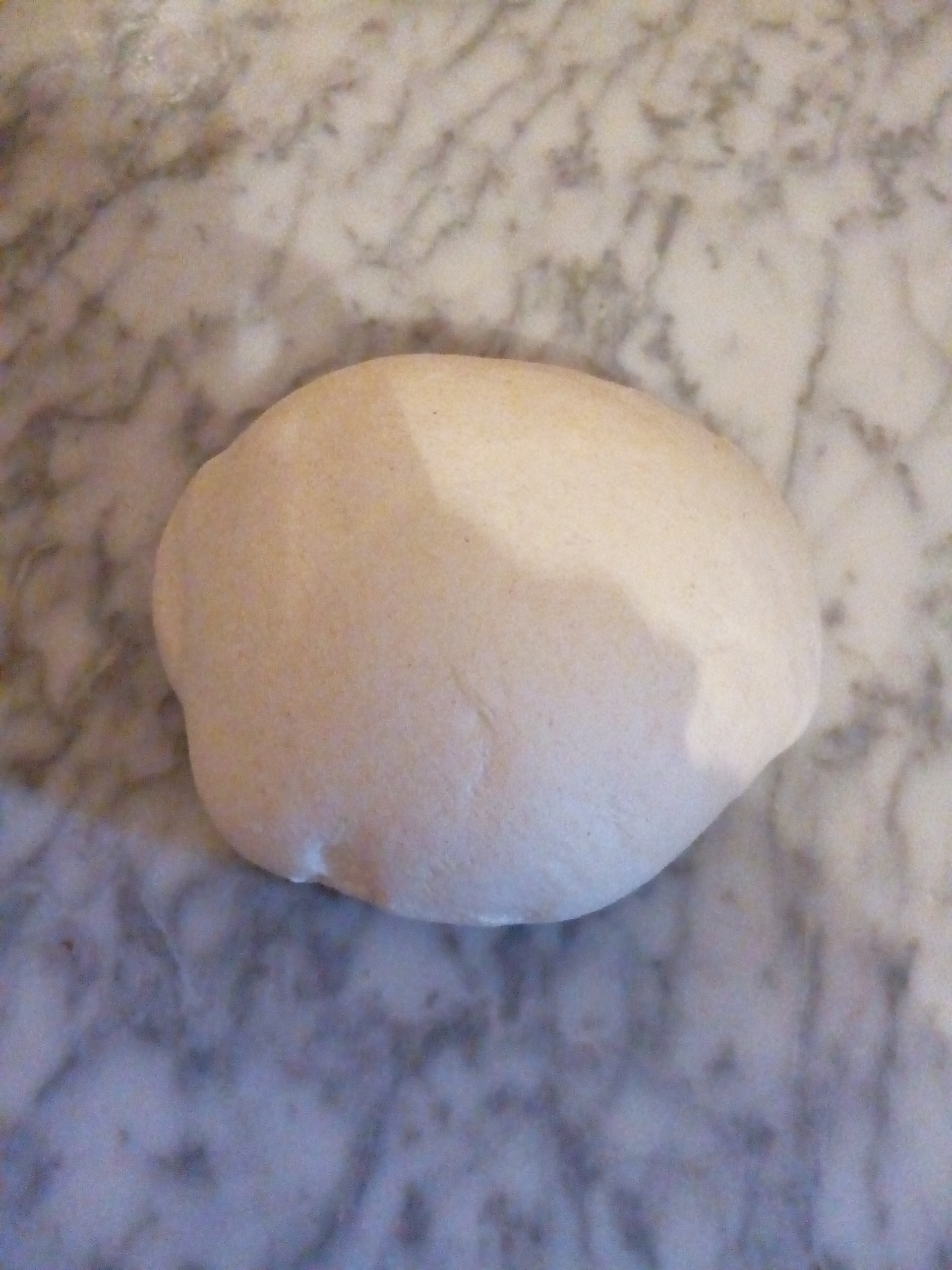
므슴믄 반죽

므슴믄(모로코 아랍어: مسمن, 표준 아랍어:  무삼만[*], 베르베르어: ⵎⵙⴻⵎⴻⵏ 음섬먼)은 베르베르 전통 전병이다. 모로코, 알제리, 튀니지 등 북아프리카에서 흔히 먹는다. 팬케이크와 유사하며, 꿀이나 아타이(민트차) 또는 커피를 곁들여 아침으로 먹는다. 고기 소를 넣기도 한다.

## 같이 보기
- 납작빵